# Villa Blumenstraße 5 (Radebeul)
Die kleine Villa mit Einfriedung in der Blumenstraße 5 im Stadtteil Niederlößnitz des sächsischen Radebeul war lange Zeit der Wohnsitz des Malers Karl Sinkwitz.

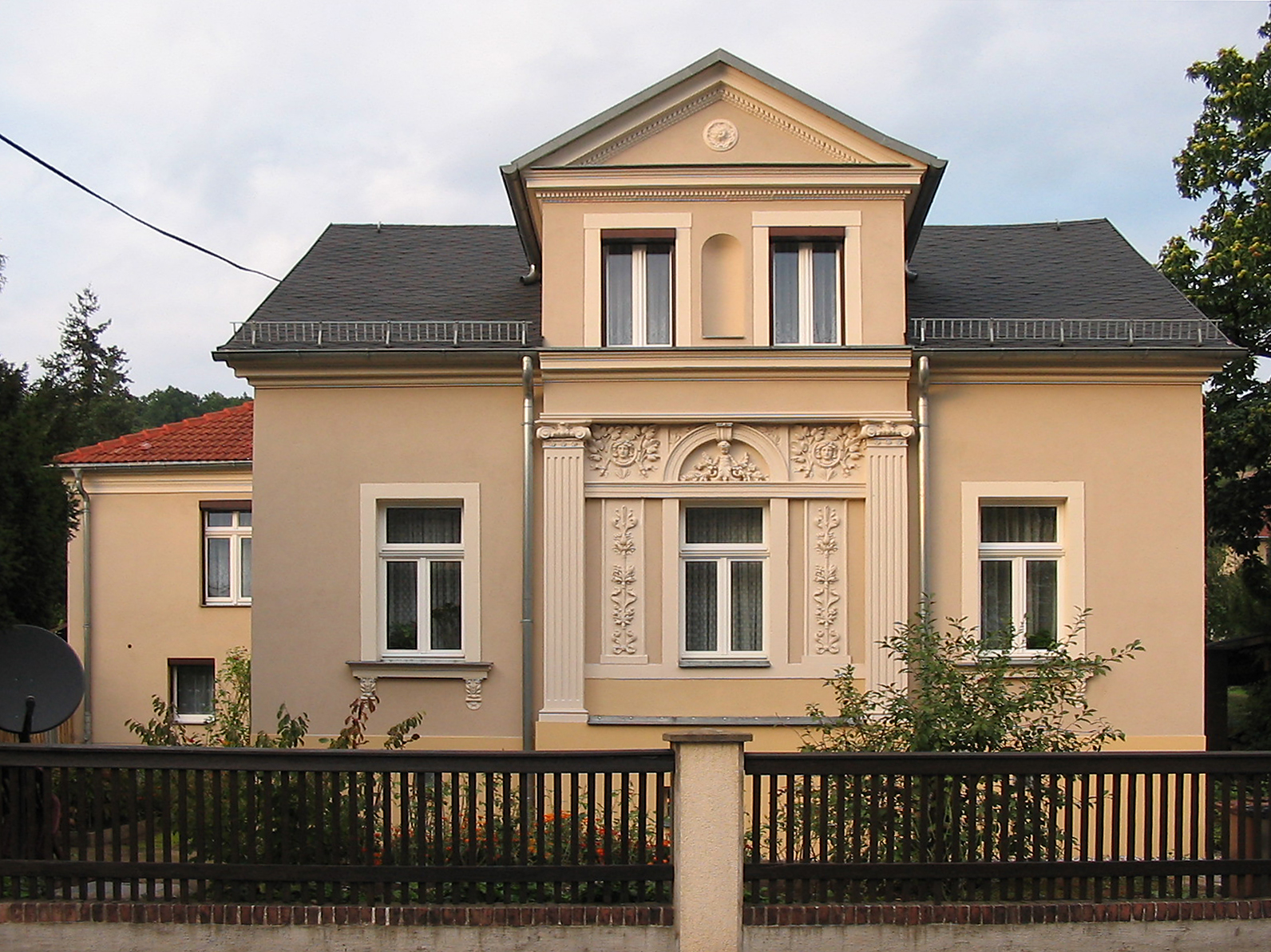
Villa Blumenstraße 5

## Beschreibung
Die eingeschossige, landhausartige Villa wurde 1879/1880 durch den Architekten und Baumeister Friedrich Rößler errichtet, der auch Haus Herbig und die Erweiterung am Haus Steineck in der Moritzburger Straße 19 gebaut hatte. Sie hat ein Satteldach und steht mit der Traufseite zur Straße. Mittig in der Straßenansicht steht ein zweigeschossiger Mittelrisalit. Das geputzte Gebäude entstand im Stil der italienischen Neorenaissance mit reduzierter Gliederung.
Der lange Zeit seines Lebens in diesem Haus lebende Sinkwitz (1886–1933) ließ 1925 das inzwischen mit seiner Einfriedung denkmalgeschützte Gebäude für sich umbauen. Dabei wurde die ursprüngliche Putzgliederung vereinfacht, im Erdgeschoss des Mittelrisalits blieb jedoch die Ornamentik erhalten.